# Calaceite
Calaceite (aragónul és katalánul: Calaceit) település Spanyolországban, Teruel tartományban. Calaceite Caseres, Arens de Lledó, Cretas, Mazaleón és Maella községekkel határos. Lakosainak száma 960 fő (2024).

## Népesség
A település népessége az utóbbi években az alábbiak szerint változott:
| Lakosok száma | 1176 | 1145 | 1126 | 1131 | 1105 | 1076 | 1038 | 994  | 993  | 960  |
|               | 2001 | 2004 | 2007 | 2009 | 2012 | 2014 | 2017 | 2019 | 2022 | 2024 |